# Integrowana ochrona roślin

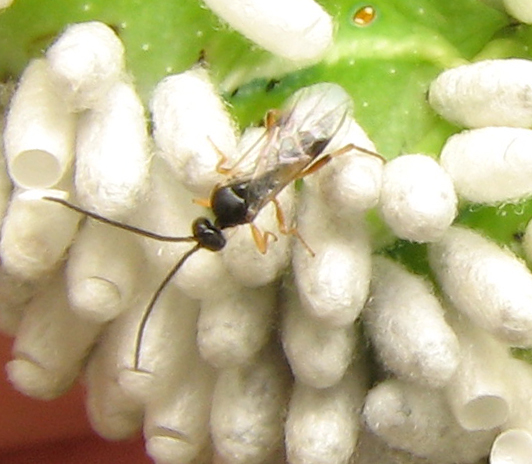
Parazytoid – błonkówka Avispa parásita składa jaja na złożu szkodnka tytoniu motyla Manduca sextana

Integrowana ochrona roślin – sposób ochrony roślin przed organizmami szkodliwymi, polegającym na wykorzystaniu wszystkich dostępnych metod ochrony roślin, dający pierwszeństwo metodom niechemicznym, w sposób minimalizujący zagrożenie dla zdrowia ludzi, zwierząt oraz dla środowiska. Tym samym integrowana ochrona roślin pozwala ograniczyć stosowanie chemicznych środków ochrony roślin do niezbędnego minimum i w ten sposób ograniczyć presję na środowisko naturalne oraz chroni bioróżnorodność środowiska rolniczego.
Termin „integrowana ochrona roślin”, przyjęty w Polsce jako tłumaczenie terminu angielskiego „Integrated Pest Management” (IPM), niezbyt dobrze odzwierciedla znaczenie oryginału, gdyż IPM znaczy dosłownie „integrowane zarządzanie agrofagami”, nie ograniczając się tylko do aspektu ich zwalczania (jak sugeruje termin „ochrona”).
W integrowanej ochronie roślin ważny jest łączny wpływ wszystkich kategorii organizmów szkodliwych, czyli patogenów, owadów i chwastów, występujących w środowisku danej uprawy na jej plon, dlatego do zwalczania agrofagów podchodzi się całościowo, ze zwróceniem szczególnej uwagi na wzajemne powiązania i zachodzące współoddziaływania. Potencjalnie szkodliwy organizm staje się agrofagiem jeżeli obecna jest roślina żywicielska, środowisko jest korzystne zarówno dla rośliny, jak i organizmu szkodliwego a czas sprzyja interakcji między rośliną i organizmem szkodliwym. Ponadto człowiek i organizm szkodliwy konkurują w stosunku do rośliny, stopień uszkodzenia rośliny obniża ilość lub jakość plonu.
Integrowana ochrona roślin wykorzystuje w pełni wiedzę o organizmach szkodliwych dla roślin (w szczególności o ich biologii i szkodliwości) w celu określenia optymalnych terminów dla podejmowania działań zwalczających te organizmy, a także wykorzystuje naturalne występowanie organizmów pożytecznych, w tym drapieżców i pasożytów organizmów szkodliwych dla roślin, a także posługuje się ich introdukcją.

## Podstawa prawna
Obowiązek stosowania zasad integrowanej ochrony roślin przez wszystkich profesjonalnych użytkowników środków ochrony roślin począwszy od dnia 1 stycznia 2014 r. wynika z postanowień art. 14 dyrektywy 2009/128/WE oraz rozporządzenia nr 1107/2009. Art. 55 rozporządzenia nr 1107/2009/WE stanowi, że środki ochrony roślin muszą być stosowane zgodnie z ogólnymi zasadami integrowanej ochrony roślin, o których mowa w art. 14 oraz załączniku III do tej dyrektywy.
Załącznik ten podaje:
1. nad chemiczne metody zwalczania organizmów szkodliwych przedkładać należy metody biologiczne, fizyczne i inne metody niechemiczne, jeżeli zapewniają one ochronę przed organizmami szkodliwymi;
2. zapobieganie występowaniu organizmów szkodliwych powinno być osiągane m.in. przez:

a) stosowanie płodozmianu,
b) stosowanie właściwej agrotechniki,
c) stosowanie odmian odpornych lub tolerancyjnych oraz materiału siewnego i nasadzeniowego poddanego ocenie zgodnie z przepisami o nasiennictwie,
d) stosowanie zrównoważonego nawożenia, wapnowania, nawadniania i melioracji,
e) stosowanie środków zapobiegających introdukcji organizmów szkodliwych,
f) ochronę i stwarzanie warunków sprzyjających występowaniu organizmów pożytecznych,
g) stosowanie środków higieny fitosanitarnej (takich jak regularne czyszczenie maszyn i sprzętu wykorzystywanego w uprawie roślin), aby zapobiec rozprzestrzenianiu się organizmów szkodliwych,
h) stosowanie środków ochrony roślin w sposób ograniczający ryzyko powstania odporności u organizmów szkodliwych.

## Ochrona roślin w integrowanej produkcji roślin

### Integrowana produkcja jabłek
W przypadku integrowanej produkcji jabłek duże znaczenie ma wybór odpowiedniego stanowiska. Powinno ono zabezpieczać sad przed północnymi wiatrami oraz zastoiskami mrozowymi. Dlatego sady zakłada się najczęściej na wzniesieniach osłoniętych od północy. Na równinnych terenach można zastosować także osłonę w postaci jednego lub dwóch rzędów szybkorosnących drzew posadzonych na granicy działki. Najlepiej do tej roli nadają się olchy lub lipy.
W przypadku uprawy integrowanej istotne jest pozostawienie zarośli na granicy oraz wokół sadu. Stanowią one ostoję dla ptaków oraz owadów pożytecznych, co wpływa na równowagę biologiczną oraz umożliwia ograniczenie stosowania chemicznych środków ochrony roślin. Jednocześnie należy dbać o to, by w otoczeniu sadu nie rosły dzikie jabłonie lub inne rośliny będące gospodarzami najczęściej występujących patogenów groźnych dla uprawy jabłoni.
Odpowiednie nawożenie roślin opiera się o ocenę wizualną rośliny oraz analizę chemiczną liści i gleby. W ten sposób można określić odczyn gleby (pH) czy zawartość makropierwiastków (fosfor, potas oraz magnez). Oprócz nawozów naturalnych, głównie obornika stosuje się także nawozy mineralne (sztuczne). Dzięki nawożeniu jabłonie są bardziej odporne na choroby.
W celu utrzymywania zachwaszczenia na niskim poziomie stosuje się zróżnicowane metody:
- uprawa gleby,
- koszenie,
- utrzymywanie roślin okrywowych,
- ściółkowanie,
- stosowanie herbicydów,
- termiczne niszczenie chwastów palnikiem gazowym (stosowane stosunkowo rzadko).

Pierwszeństwo w integrowanej produkcji jabłek mają zawsze metody niechemiczne, jednak czasami są one zbyt kosztowne lub nieskuteczne. W takich przypadkach dopuszcza się wykorzystywanie herbicydów do zwalczania chwastów.

#### Walka z chorobami w integrowanej produkcji jabłek
Duże znaczenie w integrowanej produkcji jabłek ma także wybór odmian odpornych na choroby. Odmiana powinna zostać wybrana z uwzględnieniem chorób, które występują najczęściej w danym terenie. Prawidłowa pielęgnacja jabłoni, w tym ich przycinanie i formowanie, zapewnia lepszą przewiewność koron, co zapobiega zakażeniom, a jednocześnie ułatwia dokładne opryskanie drzew. W ten sposób można efektywnie zwalczać nawet trudne choroby drzew przy użyciu mniejszej ilości środków chemicznych. Zabiegi pielęgnacyjne należy przeprowadzać także po zbiorach. Zgrabianie i niszczenie opadłych liści pozwala na ograniczenie ilości patogenów, które zimują w takich miejscach.
Aby w pełni chronić sad przed chorobami, bardzo ważne są regularne lustracje. Pozwalają one ocenić zagrożenie wystąpienia danego patogenu. Zauważenie już pierwszych objawów choroby ułatwia zastosowanie skutecznego programu ochrony jabłoni. W końcu kwitnienia, w lipcu oraz w sierpniu w uprawach integrowanych przeprowadza się dokładną lustrację wszystkich drzew. Stan drzew jabłoni powinno się sprawdzać co 7-10 dni przez cały okres wegetacji.

#### Walka ze szkodnikami w integrowanej produkcji jabłek
W celu zwalczania szkodników stosuje się następujące metody:
- uprawa gleby w celu ograniczenia liczebności szkodników glebowych (w tym pędraków),
- stosowanie preparatów wirusowych,
- dezinformacja samców owocówki jabłkóweczki,
- zawieszanie pułapek z feromonami,
- wprowadzenie drapieżnych gatunków roztoczy (w tym dobroczynka gruszowego),
- umieszczenie tyczek z poprzeczką dla ptaków drapieżnych, aby ułatwić im polowanie na norniki polne,
- ochrona lisich nor,
- pułapki kleszczowe, rurkowe oraz stożkowe na karczowniki ziemnowodne,
- dbanie o równowagę ekologiczną i dobre warunki dla gatunków pożytecznych[4][5][7].

### Integrowana produkcja owoców jagodowych
Plantacje malin zakłada się na terenach równinnych o łagodnych zboczach. Należy unikać zastoisk, które powodują przemarzanie roślin. Borówka amerykańska (wysoka) oraz porzeczki wymagają przewiewnej gleby i właściwej wilgotności. Przed sadzeniem należy zbadać glebę pod kątem występowania agrofagów, szczególnie pędraków, drutowców i opuchlaków. Przy przekroczeniu progu zagrożenia konieczne jest zaplanowanie plantacji w innym miejscu. Jeśli badanie zostało przeprowadzone z wyprzedzeniem, możliwe jest kilkukrotne uprawienie gleby w okresie od maja do sierpnia. Dzięki temu szkodniki są niszczone, a osobniki wyrzucane na powierzchnię gleby – zjadane przez ptaki. W celu regulacji zachwaszczenia można stosować metody mechaniczne, czyli systematyczne uprawianie gleby w międzyrzędach. Sieje się także rośliny okrywowe, które tworzą murawę, które blokują rozwój chwastów. Podobne efekty daje ściółkowanie gleby naturalnymi materiałami jak słoma, trociny, kora i kompost. Jeśli wyżej wymienione metody nie są efektywne lub są zbyt kosztowne, dopuszcza się także stosowanie środków chemicznych.

#### Ochrona roślin jagodowych przed chorobami w uprawie integrowanej
Lustracja plantacji służy do efektywnej ochrony przy użyciu środków ochrony roślin, chemicznych i biologicznych. Stała kontrola ułatwia szybką reakcję na występujący problem. Jednocześnie stosuje się wiele metod ochrony roślin w celu minimalizacji ryzyka zachorowań:
- dbanie o zdrowotność sadzonek oraz dobór odmian odpornych na choroby najczęściej występujących w otoczeniu,
- właściwy płodozmian oraz unikanie uprawy w miejscach, gdzie występuje siedlisko choroby lub szkodniki,
- odpowiednie nawożenie roślin jagodowych oraz ich pielęgnacja,
- prawidłowe nawadnianie roślin, ważne szczególnie w przypadku borówki amerykańskiej,
- usuwanie pędów z objawami chorobowymi,
- wygrabianie opadłych liści,
- w określonych sytuacjach stosowanie środków chemicznych i ich prawidłowy dobór[10].

### Integrowana produkcja jęczmienia browarnego[11]
Integrowana produkcja jęczmienia browarnego stanowi system zarządzania uprawą oparty na zasadach zrównoważonego wykorzystania czynników produkcji, ochrony środowiska oraz utrzymania wysokiej jakości uzyskiwanego surowca. System ten łączy techniki agrotechniczne, biologiczne oraz racjonalne stosowanie środków ochrony roślin, aby zminimalizować presję agrofagów (szkodników, chwastów, patogenów) i zoptymalizować warunki wzrostu zboża przeznaczonego do produkcji słodu piwowarskiego.

#### Dobór odmian i przygotowanie stanowiska
- Wybór odmiany: Kluczowe jest zastosowanie odmian o wysokim potencjale plonowania, dobrej odporności na choroby oraz stabilnych parametrach jakościowych (m.in. odpowiedniej zawartości białka i zdolności kiełkowania). Hodowcy zwracają uwagę na odmiany odporne na główne choroby jęczmienia (np. mączniaka prawdziwego, plamistość siatkową) w celu ograniczenia potrzeby stosowania fungicydów.
- Płodozmian: Naprzemienna uprawa roślin zbożowych i innych gatunków (np. roślin bobowatych, rzepaku lub okopowych) wpływa korzystnie na strukturę gleby, zmniejsza nasilenie chwastów oraz ogranicza rozwój patogenów charakterystycznych dla zbóż.
- Przygotowanie gleby: Integrowana produkcja jęczmienia browarnego dąży do optymalizacji warunków glebowych pod kątem wilgotności i zawartości składników pokarmowych. Stosuje się zabiegi ograniczające erozję gleby, a także analizuje się zasobność gleby (badania laboratoryjne), aby dostosować dawki nawozów do potrzeb roślin.

#### Nawożenie i gospodarka składnikami pokarmowymi
- Nawozy mineralne: Racjonalne stosowanie azotu, fosforu i potasu zapobiega zarówno niedoborom, jak i nadmiernemu kumulowaniu się składników pokarmowych. Zbyt wysokie dawki azotu mogą skutkować podniesieniem zawartości białka w ziarnie, co jest niepożądane w produkcji słodu piwowarskiego (zbyt wysokie białko utrudnia proces słodowania).
- Nawozy organiczne: Odpowiednia ilość materii organicznej (np. obornika, kompostu) poprawia żyzność gleby, jej strukturę oraz zdolność do zatrzymywania wody i składników pokarmowych.

#### Ochrona roślin i monitorowanie agrofagów
- Profilaktyka: Obejmuje właściwy dobór odmian, rotację upraw, terminowy siew oraz utrzymanie ładu fitosanitarnego. Unikanie warunków sprzyjających rozwojowi chorób (np. zbyt gęsty siew, niewystarczająca wentylacja łanu) ma na celu zminimalizowanie konieczności stosowania środków chemicznych.
- Monitoring: Regularne lustracje plantacji pozwalają na wczesne wykrycie szkodników (m.in. mszyc, skrzypionek), chwastów i objawów chorób (np. mączniaka prawdziwego, plamistości siatkowej, rynchosporiozy). W integrowanej produkcji jęczmienia duże znaczenie ma oszacowanie progu ekonomicznej szkodliwości, co pozwala na racjonalną decyzję o ewentualnym zastosowaniu pestycydów.
- Metody niechemiczne: Do metod ograniczania presji chorób i szkodników można zaliczyć m.in. zwiększanie bioróżnorodności w pobliżu pól (np. zakładanie pasów kwietnych, miedz itp.), dzięki czemu rośnie liczba naturalnych wrogów szkodników.
- Stosowanie środków ochrony roślin: Jeżeli poziom agrofagów przekracza próg szkodliwości, sięga się po środki o możliwie wąskim spektrum działania lub o niższej toksyczności (z zachowaniem rejestracji, dawek i terminów aplikacji). Zgodnie z zasadami integrowanej ochrony należy unikać profilaktycznego, rutynowego stosowania pestycydów.

#### Zbiór i przechowywanie
- Termin zbioru: Jęczmień browarny powinien być zbierany w fazie dojrzałości pełnej, gdy wilgotność ziarna pozwala na bezpieczne zmagazynowanie (zazwyczaj <14%). Przeciąganie terminu zbioru naraża ziarno na większe ryzyko porastania w kłosie czy uszkodzeń mechanicznych.
- Przechowywanie: Jęczmień należy magazynować w warunkach, które pozwolą utrzymać zdolność kiełkowania ziarna (kluczową dla produkcji słodu) i zapobiec rozwojowi pleśni. Regularne wietrzenie silosów, kontrola temperatury i wilgotności to podstawowe elementy zintegrowanego systemu przechowywania.

#### Znaczenie integrowanej produkcji dla jakości słodu
Ziarno jęczmienia browarnego jest kluczowym surowcem do produkcji piwa, a jakość słodu zależy w dużej mierze od stanu fitosanitarnego zboża oraz jego parametrów (m.in. zawartości białka, zdolności kiełkowania, wyrównania ziarna). Integrowana produkcja przyczynia się do redukcji pozostałości środków ochrony roślin i zanieczyszczeń w zbożu, a także zapewnia stabilne warunki uprawy. Dzięki temu browarnicy mogą otrzymać surowiec o lepszych parametrach, co przekłada się na wyższą jakość otrzymywanego piwa.

#### Zrównoważony rozwój i perspektywy
Wprowadzanie zasad integrowanej produkcji jęczmienia browarnego stanowi odpowiedź na rosnące oczekiwania w zakresie ochrony środowiska oraz bezpieczeństwa żywności. Z jednej strony, rolnicy korzystają z rozwiązań pozwalających ograniczać koszty (m.in. mniejsza liczba zabiegów chemicznych), z drugiej – wzrasta świadomość konsumentów, którzy coraz częściej wybierają produkty powstałe w sposób zrównoważony. Rozwój i popularyzacja integrowanej produkcji sprzyja budowaniu rynku wysokiej jakości zbóż browarnych oraz stanowi ważny krok w kierunku zrównoważonego rolnictwa.

### Integrowana produkcja pszenicy ozimej i jarej[12]

#### Dobór odmian i przygotowanie stanowiska
- Wybór odmian:
  - Pszenica ozima: Istotne jest dobranie odmian o wysokim potencjale plonotwórczym, dobrze zimujących oraz odpornych na choroby charakterystyczne dla tego gatunku, np. mączniaka prawdziwego, septoriozę liści i plew czy fuzariozę kłosów.
  - Pszenica jara: W tym przypadku ważna jest wczesna i dynamiczna wiosenna wegetacja oraz odporność na niedobory wody. Kluczowe pozostają również cechy jakościowe ziarna (m.in. zawartość białka, wskaźnik sedymentacji).
- Płodozmian: Zmianowanie z uwzględnieniem roślin niezbożowych (np. rzepak, rośliny bobowate, okopowe) pozwala na poprawę właściwości glebowych, przerwanie cyklu rozwojowego patogenów i szkodników, a także zwiększenie bioróżnorodności w gospodarstwie.
- Uprawa gleby: Prawidłowe zabiegi uprawowe mają na celu uzyskanie optymalnej struktury gleby (m.in. zapewnienie dobrego napowietrzenia i magazynowania wody). W integrowanej produkcji pszenicy ozimej i jarej szczególną uwagę zwraca się na ograniczanie erozji glebowej, zachowanie resztek pożniwnych i racjonalne wykorzystanie maszyn (np. uprawa uproszczona, siew bezpośredni w sprzyjających warunkach).

#### Nawożenie i gospodarka składnikami pokarmowymi
- Diagnostyka gleby: Regularne badanie zasobności w makro- (N, P, K, Mg) i mikroelementy (np. Cu, Mn, Zn) umożliwia precyzyjne dostosowanie dawek nawozów.
- Nawozy mineralne: Pszenica ozima i jara mają dość wysokie wymagania pokarmowe, zwłaszcza w zakresie azotu (N). Jednak w integrowanej produkcji unika się nadmiernego nawożenia, aby zapobiec wyleganiu roślin, podwyższeniu zawartości azotanów w środowisku i pogorszeniu jakości ziarna.
- Nawozy organiczne: Stosowanie obornika, gnojowicy czy kompostu pomaga utrzymać żyzność gleby, poprawia retencję wody i wspiera aktywność biologiczną w profilu glebowym.

#### Ochrona roślin i monitorowanie agrofagów
- Profilaktyka: Dobór odpornych lub tolerancyjnych odmian, terminowe i właściwe zabiegi agrotechniczne (m.in. prawidłowe przygotowanie stanowiska, termin siewu, gęstość siewu) to podstawa ograniczania presji chorób i szkodników.
- Monitoring plantacji: Regularne lustracje pozwalają wykryć zagrożenia we wczesnej fazie rozwoju. W integrowanej ochronie pszenicy ozimej i jarej duże znaczenie ma określenie progów ekonomicznej szkodliwości dla chwastów, szkodników (np. mszyce, skrzypionki, ploniarki) i patogenów (np. septorioza, brunatna plamistość liści, rdze).
- Metody niechemiczne i biologiczne: Do ograniczania chorób i szkodników można stosować np. naturalnych wrogów mszyc, poprawę warunków fitosanitarnych w łanie (odpowiednia gęstość siewu, zabiegi pielęgnacyjne), a także wprowadzanie poplonów i pasów kwietnych wspierających bioróżnorodność.
- Korzystanie ze środków chemicznych: W sytuacji, gdy inne metody nie zapewniają wystarczającej ochrony, stosuje się fungicydy, insektycydy lub herbicydy, ale w sposób precyzyjny (dawka, termin, dobór preparatu o możliwie wąskim spektrum działania). Zgodnie z zasadami integrowanej ochrony roślin należy unikać zabiegów profilaktycznych bez potwierdzenia realnego zagrożenia.

### Zbiór i przechowywanie
- Termin zbioru: Zarówno pszenica ozima, jak i jara powinny być zbierane w fazie dojrzałości pełnej, gdy wilgotność ziarna jest na tyle niska, aby umożliwić bezpieczne przechowywanie (zwykle <14%). Przeterminowanie żniw może skutkować porastaniem ziarna w kłosach, co obniża wartość konsumpcyjną i paszową.
- Przechowywanie: Ziarno należy przechowywać w warunkach zapewniających właściwą wentylację i kontrolę temperatury, aby zapobiegać rozwojowi szkodników magazynowych i pleśni. W integrowanym systemie zarządzania przechowywaniem kluczowe jest regularne monitorowanie jakości ziarna.

#### Znaczenie integrowanej produkcji dla jakości ziarna
Dzięki przestrzeganiu zasad integrowanej produkcji pszenicy ozimej i jarej można uzyskać ziarno o stabilnych parametrach jakościowych, niższej zawartości pozostałości środków ochrony roślin, a także ograniczyć straty wywołane chorobami i szkodnikami. W kontekście przemysłu spożywczego (m.in. młynarstwo, piekarnictwo) istotne jest zachowanie odpowiedniego bilansu białka i glutenu, co przekłada się na parametry wypiekowe mąki.

#### Zrównoważony rozwój i perspektywy
Wdrażanie zasad integrowanej produkcji w uprawie pszenicy ozimej i jarej odpowiada na oczekiwania związane z ochroną środowiska, bioróżnorodnością oraz bezpieczeństwem żywności. Rolnicy, którzy wprowadzają integrowane metody, mogą uzyskać korzyści w postaci ograniczenia kosztów (mniejsze zużycie środków chemicznych) i wyższej wartości rynkowej ziarna (związanej z lepszą jakością). Zrównoważone praktyki wpływają również na poprawę stanu gleby oraz ochronę zasobów wodnych i różnorodności biologicznej, co ma znaczenie dla długofalowego rozwoju sektora rolniczego.

## Historia
Początki integrowanej ochrony roślin sięgają lat 60. XX wieku, choć termin stał się powszechnie obowiązującym około 20 lat później, na początku lat 80. Za początkowy punkt często wymieniane jest opublikowanie przez Rachel Carson w 1962 roku artykułu zatytułowanego „Silent Spring” (pol. Cicha wiosna), w którym po raz pierwszy omawiane są szkody jakie przynosi powszechne stosowanie pestycydów. Carson i inni sugerują, że metody ochrony inne niż chemiczne powinny zostać wprowadzane w celu ochrony życia zdrowia ludzkiego i środowiska naturalnego. W kolejnych latach presja opinii publicznej skłoniła rządy wielu krajów do wycofania zgody na stosowanie silnych pestycydów, takich jak np. DDT.
Zasady integrowanej produkcji opracowane zostały w wielu krajach i organizacjach. Dostosowane zostało prawodawstwo i utworzone instytucje nadzorujące. W 1968 roku FAO rozpoczęło prace i w kolejnych latach stworzyło ramy dla integrowanej produkcji na całym świecie.
Pierwsza dyrektywa Unii Europejskiej omawiająca problematykę integrowanej produkcji owoców, oraz regulująca jej aspekty prawne została wydana w 1991 roku.
Ponadto kraje członkowskie UE mają od wielu lat własne programy, w ramach których redukuje się stosowane maksymalne dawki pestycydów. Wycofywane są stopniowo pestycydy nieselektywne oraz o wysokiej klasie toksyczności.

## Integrowana produkcja w Polsce

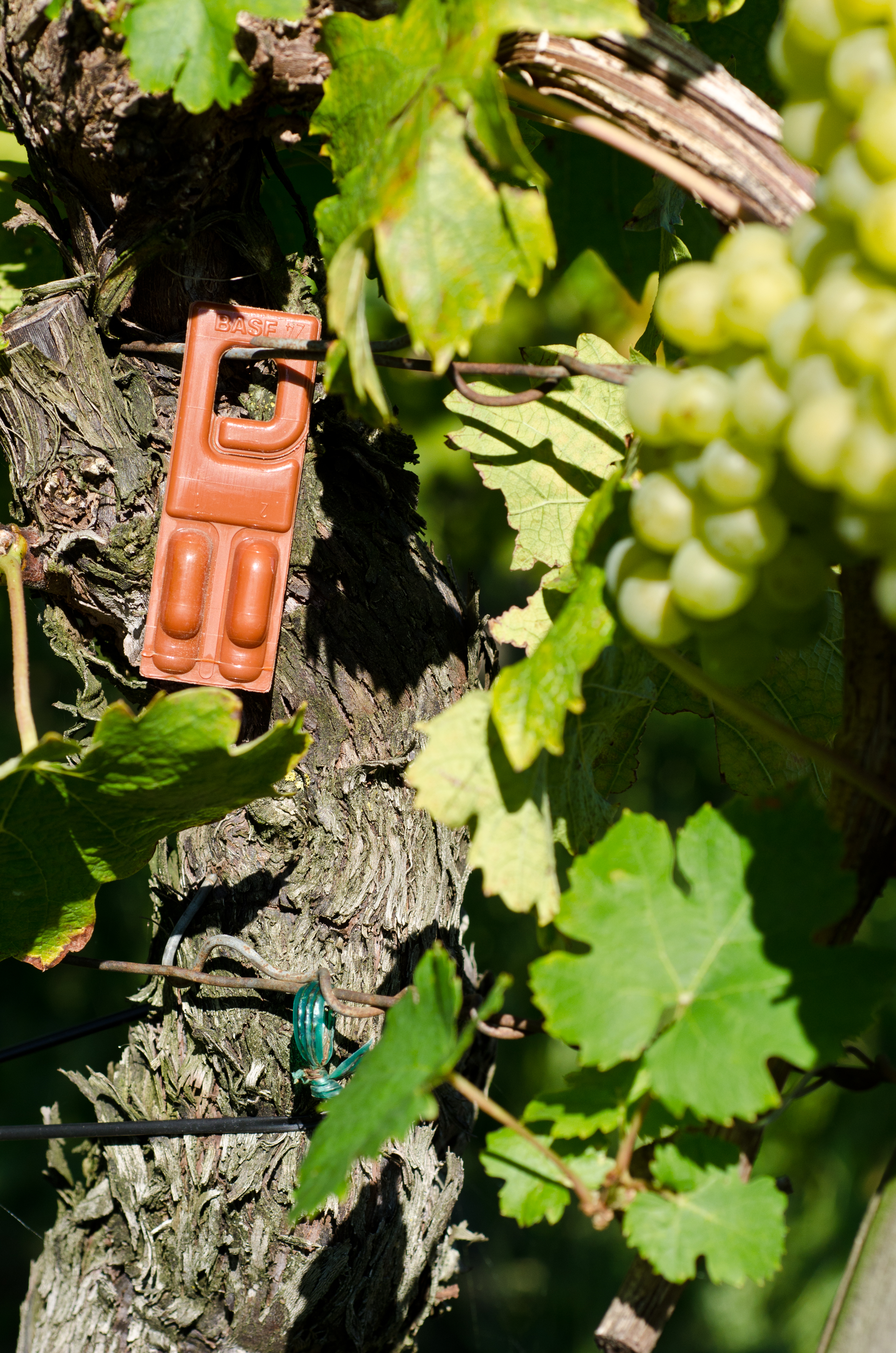
Pułapki feromonowe na winorośli

W Polsce integrowana produkcja, oparta na zasadach integrowanej ochrony roślin sięga, podobnie jak w UE, początków lat 90. a jej założenia merytoryczne zostały opracowanie w 1991 roku w Instytucie Sadownictwa i Kwiaciarstwa w Skierniewicach i dotyczyły integrowanej produkcji owoców, a pierwsze sady w których metody zostały wprowadzane założono w 1992 roku. W pierwszych latach IP obejmowała wyłącznie sady jabłoniowe, jednak stopniowo w kolejnych latach zasady zaczęły obejmować kolejne gatunki oraz kolejne grupy roślin uprawnych.
Przepisy prawne dotyczące Integrowanej Produkcji zawiera ustawa o ochronie roślin przed agrofagami z dnia 13 lutego 2020 r. (Dz.U. z 2023 r. poz. 301) oraz rozporządzenie Ministra Rolnictwa i Rozwoju Wsi z dnia 24 czerwca 2013 r. w sprawie dokumentowania działań związanych z integrowaną produkcją roślin (Dz.U. z 2023 r. poz. 2501). Jednostką koordynującą całość systemu Integrowanej Produkcji w Polsce oraz kontrolującą prawidłowość prowadzenia upraw i wydawania certyfikatów jest Państwowa Inspekcja Ochrony Roślin i Nasiennictwa.

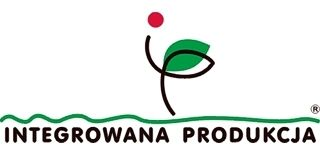
Etykieta integrowanej produkcji w Polsce

Producent chcąc uzyskać certyfikat IP w Polsce musi spełnić następujące wymagania:
- ukończyć 16-godzinne szkolenie IP,
- zgłosić chęć prowadzenia upraw zgodnie z zasadami IP, w najbliższej jednostce Państwowej Inspekcji Ochrony Roślin i Nasiennictwa,
- prowadzić produkcję zgodnie z metodyką szczegółową (dla określonego gatunku), publikowaną na stronach PIORIN i Ministerstwa Rolnictwa,
- prowadzić na bieżąco Notatnik Integrowanej Produkcji,
- przejść pozytywne kontrole: Notatnika, gospodarstwa w okresie wegetacji i jakości płodów,
- złożyć przed lub w trakcie zbiorów wniosek o wydanie certyfikatu IP.